# Francja na Zimowych Igrzyskach Olimpijskich 1928
Francję na Zimowych Igrzyskach Olimpijskich 1928 reprezentowało 38 zawodników: 36 mężczyzn i dwie kobiety. Był to drugi start reprezentacji Francji na zimowych igrzyskach olimpijskich.

## Zdobyte medale
| Medal | Zawodnik                   | Dyscyplina           | Konkurencja   | Rezultat   |
| ----- | -------------------------- | -------------------- | ------------- | ---------- |
| Złoto | Andrée Joly, Pierre Brunet | Łyżwiarstwo figurowe | pary sportowe | 100,50 pkt |

## SKład kadry

### Biegi narciarskie
Mężczyźni
| Konkurencja   | Zawodnik              | czas               | Pozycja            |
| ------------- | --------------------- | ------------------ | ------------------ |
| Bieg na 18 km | François Vallier      | 2:03:27,0          | 28.                |
| Bieg na 18 km | Paul Simond           | 2:03:54,0          | 30.                |
| Bieg na 18 km | Maurice Mandrillon    | 2:04:39,0          | 33.                |
| Bieg na 18 km | Martial Payot         | 2:09:42,0          | 36.                |
| Bieg na 50 km | Henri Milan           | Nie ukończył biegu | Nie ukończył biegu |
| Bieg na 50 km | Évariste Prat         | Nie ukończył biegu | Nie ukończył biegu |
| Bieg na 50 km | Camille Médy          | Nie ukończył biegu | Nie ukończył biegu |
| Bieg na 50 km | Jean Camille Tournier | Nie ukończył biegu | Nie ukończył biegu |

### Bobsleje
Mężczyźni
| Osada | Zawodnik | Konkurencja | Ślizg 1 | Ślizg 2 | Łącznie | Pozycja |
| ----- | --- | ----------- | ------- | ------- | ------- | ------- |
| FRA-1 | Jean de Suarez d’Aulan Jacques Petit-Didier Michel Baur Roger Petit-Didier William Beamisch                        | Piątki      | 1:43,7  | 1:46,3  | 3:30,0  | 14.     |
| FRA-2 | André Dubonnet Bernard du Pontavice de Heussey Joseph Dedein Jacques Rheins Stéphane, Viscount de la Rochefoucault | Piątki      | 1:45,7  | 1:44,5  | 3:30,20 | 15.     |

### Hokej na lodzie
Reprezentacja mężczyzn
| - André Charlet - Raoul Couvert - Georges Robert - Albert Hassler - Jacques Lacarrière - Philippe Lefebure |  | - François Mautin - Charles Payot - Philippe Payot - Léon Quaglia - Alfred de Rauch - Gérard Simond |

Reprezentacja Francji brała udział w rozgrywkach grupy A turnieju olimpijskiego zajmując w niej drugie miejsce i nie awansując do dalszych rozgrywek. Ostatecznie reprezentacja Francji została sklasyfikowana na 6. miejscu.

#### Runda pierwsza
Grupa A
| Drużyna         | M | Mecze | Mecze | Mecze | Bramki | Bramki | Bramki | Pkt |
| Drużyna         | M | W     | R     | P     | +      | -      | +/-    | Pkt |
| --------------- | - | ----- | ----- | ----- | ------ | ------ | ------ | --- |
| Wielka Brytania | 3 | 2     | 0     | 1     | 10     | 6      | +4     | 6   |
| Francja         | 3 | 2     | 0     | 1     | 6      | 5      | +1     | 4   |
| Belgia          | 3 | 2     | 0     | 1     | 9      | 10     | -1     | 4   |
| Węgry           | 3 | 0     | 0     | 3     | 2      | 6      | -4     | 0   |

Wyniki
| 11 lutego 1928 | Francja | 2:0 | Węgry |  |

|  |  | (0:0, 2:0, 0:0) |

| 12 lutego 1928 | Francja | 3:2 | Wielka Brytania |  |

|  |  | (0:1, 3:1, 0:0) |

| 13 lutego 1928 | Belgia | 3:1 | Francja |  |

|  |  | (2:0, 0:0, 1:1) |

### Kombinacja norweska
Mężczyźni
| Zawodnik      | Konkurencja   | Bieg narciarski    | Bieg narciarski    | Bieg narciarski    | Skoki narciarskie | Skoki narciarskie | Skoki narciarskie | Skoki narciarskie | Łącznie | Pozycja                  |                          |
| Zawodnik      | Konkurencja   | Czas biegu         | Pozycja            | Punkty             | Skok 1            | Skok 2            | Punkty            | Pozycja           | Łącznie | Pozycja                  |                          |
| ------------- | ------------- | ------------------ | ------------------ | ------------------ | ----------------- | ----------------- | ----------------- | ----------------- | ------- | ------------------------ | ------------------------ |
| Martial Payot | Indywidualnie | 2:09:42            | 23.                | 3,750              | 38,0              | 46,5              | 12,042            | 22.               | 7,896   | 23.                      |                          |
| Kléber Balmat | Indywidualnie | 2:16:40,0          | 25.                | 0,250              | 47,0              | 55,5 (upadek)     | 8,333             | 27.               | 4,291   | 28.                      |                          |
| Marcel Beraud | Indywidualnie | Nie ukończył biegu | Nie ukończył biegu | Nie ukończył biegu | -                 | -                 | -                 | -                 | -       | Nie ukończył konkurencji | Nie ukończył konkurencji |

### Łyżwiarstwo figurowe
| Zawodnik                  | Konkurencja   | Nota    | Pozycja |
| ------------------------- | ------------- | ------- | ------- |
| Andrée Joly               | Solistki      | 1910,00 | 11.     |
| Anita de St. Quentin      | Solistki      | 1114,25 | 20.     |
| Pierre Brunet             | Soliści       | 1147,75 | 7.      |
| Andrée Joly Pierre Brunet | Pary sportowe | 100,50  | złoto   |

### Łyżwiarstwo szybkie
Mężczyźni
| Zawodnik      | Konkurencja    | Czas     | Pozycja |
| ------------- | -------------- | -------- | ------- |
| Léon Quaglia  | Bieg na 500 m  | 50,1     | 26.     |
| Charles Thaon | Bieg na 500 m  | 50,1     | 28.     |
| Charles Thaon | Bieg na 1500 m | 2:44,20  | 26.     |
| Léon Quaglia  | Bieg na 5000 m | 9:33,3   | 18.     |
| Charles Thaon | Bieg na 5000 m | 10:18,80 | 30.     |

### Skeleton
Mężczyźni
| Zawodnik        | Ślizg 1 (czas)      | Ślizg 2 (czas)           | Ślizg 3 (czas)           | Czas łączny              | Pozycja                  |
| --------------- | ------------------- | ------------------------ | ------------------------ | ------------------------ | ------------------------ |
| Pierre Dormeuil | Nie ukończył slizgu | Nie ukończył konkurencji | Nie ukończył konkurencji | Nie ukończył konkurencji | Nie ukończył konkurencji |

### Skoki narciarskie
Mężczyźni
| Skoczek         | Skok 1 | Skok 2 | Nota   | Pozycja |
| --------------- | ------ | ------ | ------ | ------- |
| Kléber Balmat   | 47,0   | 54,0   | 13,833 | 24.     |
| Martial Payot   | 40,5   | 47,0   | 12,678 | 26.     |
| Joseph Maffioli | 35,0   | 40,0   | 8,125  | 35.     |